# 羅賓·吉普森
羅賓·吉普森（英語：Robin Gibson，1930年5月15日—2014年3月28日），是一名澳大利亞建筑师。
他毕业于昆士兰大学，毕业后去伦敦深造。他的大部分作品都位于昆士兰。2014年3月，他因病去世，享年83岁。

## 传记
- Architecture in Australia, 1968 Nov., v. 57, n. 6, p. 923-957
- Architecture Australia, 2000 Nov.-Dec., v.89, n.6, p.[34]-69